# Christoffer Cichosz
Christoffer Cichosz (født. 17. januar 1988) er en dansk håndboldspiller, der spiller for Team Tvis Holstebro. Han spillede streg. Han er 190 cm. Han har tidligere spillet for Mors-Thy Håndbold, Lemvig-Thyborøn Håndbold og Skjern Håndbold. I 2018 vandt han det danske mesterskab med Skjern Håndbold.
Han startede med at spille håndbold i Bøvling UF fra Bøvlingbjerg.
I februar 2025 annoncerede TTH Holstebro, at Cichosz vil indstille karrieren efter 2024-25 sæsonen.
Han er uddannet psykolog og har siden 2018 arbejdet som selvstændig sportspsykolog.